# Coniophora
Coniophora là một chi nấm thuộc họ Coniophoraceae. Có 20 loài trong chi, với phạm vi phân bố rộng khắp. Một loài đáng chú ý là C. puteana, có khả năng làm thối rữa gỗ. Nghiên cứu phân tử cho thấy có những loài bí ẩn (cryptic species) bị gộp vào trong Coniophora olivacea, C. arida, và C. puteana.

## Các loài
- C. arida	(Fr.) P.Karst.
- C. capnoides	Ellis & Everh.
- C. dimitica	G. Cunn.
- C. eremophila	Lindsey & Gilb.
- C. flava	Burt
- C. fuscata	Bres. & Torrend
- C. fusispora	(Cooke & Ellis) Cooke
- C. hanoiensis	Pat.
- C. harperi	Burt
- C. ladoi	Tellería
- C. lichenoides	Massee
- C. marmorata	Desm.
- C. matzuzawae	Yasuda
- C. media	Bourdot & Galzin
- C. merulioides	Falck
- C. minor	G.Cunn.
- C. mollis	Ginns
- C. olivacea	(Fr.) P.Karst.
- C. opuntiae	Tellería
- C. prasinoides	(Bourdot & Galzin) Bourdot & Galzin
- C. puteana	(Shum.: Fr.) P.Karst
- C. submembranacea	(Berk. & Broome) Cooke